# Mohammed al-Abakry
Mohammed Maki al-Abakry (arabisch محمد مكي العبكري; * 17. Dezember 1980) ist ein saudi-arabischer Fußballschiedsrichterassistent.
Seit 2014 steht al-Abakry auf der Liste der FIFA-Schiedsrichter und ist an der Spielleitung internationaler Fußballspiele beteiligt, unter anderem in der AFC Champions League Elite (36 Einsätze).
Al-Abakry war unter anderem Schiedsrichterassistent beim olympischen Fußballturnier 2016 in Brasilien, beim Konföderationen-Pokal 2017 in Russland, bei der U-23-Asienmeisterschaft 2016 in Katar, bei der U-23-Asienmeisterschaft 2018 in China, bei der U-23-Asienmeisterschaft 2020 in Thailand, in der asiatischen WM-Qualifikation (12 Einsätze) sowie bei diversen Qualifikations- und Freundschaftsspielen.
Fahad al-Mirdasi wurde im April 2018 zusammen mit seinen Assistenten Mohammed al-Abakry und Abdullah al-Shalwai für die Weltmeisterschaft 2018 in Russland als Schiedsrichter berufen. Im Folgenden gestand al-Mirdasi, vor dem Endspiel des saudi-arabischen King Cups 2018 zwischen dem Ittihad FC und dem al-Faisaly FC vom Ittihad-Präsidenten Bestechungsgeld gefordert zu haben und wurde daraufhin kurz vor dem Spiel vom saudi-arabischen Fußballverband (SAFF) abberufen und lebenslänglich gesperrt. In der Folge wurden al-Mirdasi, al-Abakry und al-Shalwai im Mai 2018 durch die FIFA von der WM ausgeschlossen. Al-Abakry erhielt keine Sanktion und ist seitdem weiterhin FIFA-Schiedsrichterassistent.
Bei der Asienmeisterschaft 2019 in den Vereinigten Arabischen Emiraten leitete er ein Spiel als Assistent von Turki al-Khudhayr.